# JD Cullum
John David 'JD' Collum (New York, 1 maart 1966) is een Amerikaans acteur en stemacteur. 

## Biografie
Collum is een zoon van acteur John Cullum en danseres/choreografe/toneelschrijfster/auteur Emily Frankel. Hij werd in Los Angeles lid van een theatergezelschap en heeft verschillende toneelstukken geschreven voor het theater.

## Filmografie

### Films
Uitgezonderd korte films.
- 2020 The Man with the Golden Gun - als Nicholson (stem)
- 2019 Live and Let Die - als Dexter (stem)
- 2013 The Lone Ranger - als Wendell
- 2009 Jason's Big Problem – als Dr. Baum
- 2008 Leatherheads – als Leonard
- 2005 Good Night, and Good Luck – als toneelmeester
- 2002 Luster – als Ned Smythe
- 2001 61* – als Gabe Pressman
- 2000 Shafted! – als Laurence St Lawrence
- 1999 Making Contact – als Lans
- 1992 Forever Young – als Frank
- 1992 Roadside Prophets – als Mr. Andrews
- 1992 Mattie's Waltz – als jonge Clyde
- 1991 Pink Lightning – als ??
- 1991 Fever – als Denny
- 1991 Ambition – als Jack
- 1991 Providence – als ??
- 1990 Reversal of Fortune – als John
- 1989 Glory – als Henry Sturgis Russell
- 1987 Morgan Stewart's Coming Home – als Garrett
- 1986 Willy/Milly – als Tom
- 1986 The Manhattan Project – als Eccles

### Televisieseries
Uitgezonderd eenmalige gastrollen.
- 2016 Aquarius - als H.R. Haldeman - 2 afl.
- 2014 Bones - als Glenn Durant - 2 afl.
- 2013 - 2014 Grey's Anatomy - als Lloyd - 3 afl.
- 2009 Wizards of Waverly Place – als Alucard Van Heusen – 2 afl.
- 2000 – 2005 Judging Amy – als John Redfield – 3 afl.
- 1997 Liberty! The American Revolution – als Nicholas Cresswell – 4 afl.
- 1995 – 1996 Campus Cops – als Raskin – 9 afl.
- 1991 Star Trek: The Next Generation – als Toral – 2 afl.

### Computerspellen
- 2018 Dissidia Final Fantasy NT - als Kuja
- 2011 L.A. Noire – als Ray Pinker
- 2011 Dissidia 012 Final Fantasy – als Kuja
- 2009 Watchmen: The End is Nigh – als stem
- 2008 Dissidia Final Fantasy – als Kuja
- 2007 Universe at War: Earth Assault – als de vinder
- 2005 Call of Duty 2 – als stem
- 2005 Ultimate Spider-Man – als stem
- 2005 Project Zero III: The Tormented – als Yuu Asou
- 2004 Full Spectrum Warrior – als Shedadi
- 2002 Law & Order: Dead on the Money – als Lucas Allen